# تجارة الرقيق في البحر الأسود

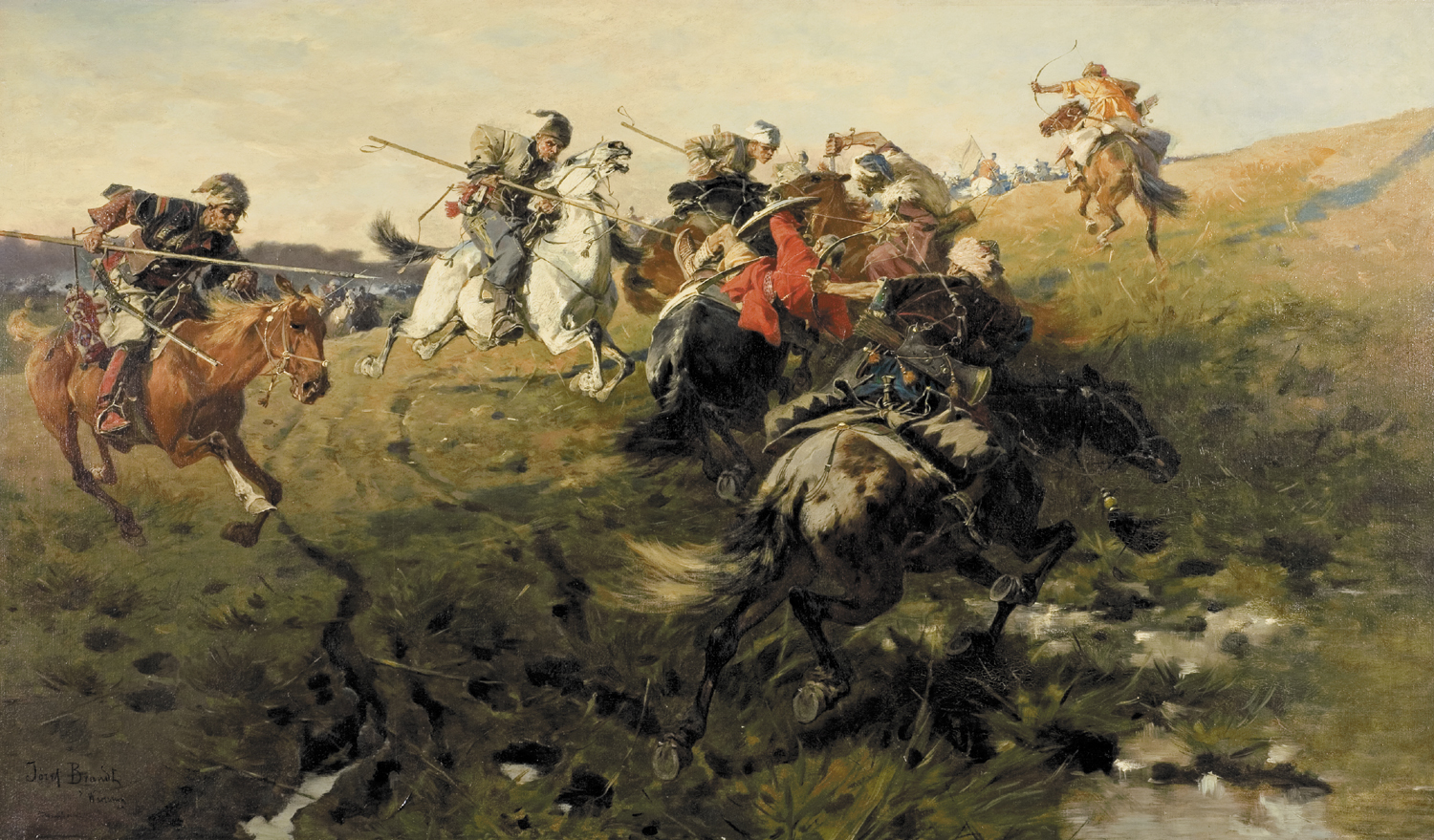
لوحة معركة بين القوزاق والتتار – تصوير فني لصراعات خانية القرم في القرن الـ 19 وتأثيرها على تجارة الرق في المنطقة

أُقيمت تجارة الرقيق في البحر الأسود (بالإنجليزية: Black Sea slave trade) من خلال تهريب البشر من أوروبا والقوقاز عبر البحر الأسود لممارسة العبودية في البحر الأبيض المتوسط والشرق الأوسط. تُعد تجارة الرقيق في البحر الأسود مركزًا لتجارة الرقيق بين أوروبا وبقية العالم من العصور القديمة حتى القرن التاسع عشر. تُعتبر تجارة خانية القرم، المعروفة باسم تجارة الرقيق في القرم، واحدة من أهم عمليات تجارة الرقيق في منطقة البحر الأسود.
يقع البحر الأسود في منطقة سيطرت عليها تاريخيًا أطراف الإمبراطوريات والفتوحات والطرق التجارية الرئيسية بين أوروبا والبحر الأبيض المتوسط وآسيا الوسطى، ولا سيما طريق الحرير القديم، ما جعل البحر الأسود منطقة رئيسية لتجارة الرقيق لأسرى الحرب الذين تم بيعهم على طول طرق التجارة.
في أوائل العصور الوسطى، اشترت الإمبراطورية البيزنطية الرقيق من الفايكنج، الذين نقلوا الأسرى الأوروبيين عبر الطريق من الإفرنج إلى الإغريق، ثم إلى الموانئ البيزنطية في البحر الأسود. في أواخر العصور الوسطى، اعتادت المستعمرات التجارية لجمهوريتي البندقية وجنوة على طول ساحل البحر الأسود الشمالي استخدام المناطق الحدودية السياسية والدينية غير المستقرة لشراء الأسرى ونقلهم كرقيق إلى إيطاليا وإسبانيا والإمبراطورية العثمانية.
في الحقبة الحديثة المبكرة، استولت خانية القرم على الأوروبيين الشرقيين من خلال غارات الرقيق في أوروبا الشرقية على يد القرميين والنوغاي، الذين تم نقلهم إلى بقية العالم الإسلامي بالتعاون مع تجار الرقيق العثمانيين من شبه جزيرة القرم. عُدت تجارة الرقيق الضخمة في ذلك الوقت مصدرًا رئيسيًا للدخل لخانية القرم. عندما تم إنهاء تجارة الرقيق في القرم بعد الغزو الروسي لشبه جزيرة القرم في عام 1783، تم فصل تجارة الرقيق للشركس من القوقاز عنها وأصبحت تجارة مستقلة. استمرت تجارة الرقيق الشركس، وخاصة النساء، من القوقاز إلى العالم الإسلامي عبر الأناضول والقسطنطينية حتى القرن العشرين.

## في العصور القديمة
في العصور القديمة، تم بيع الرقيق عبر موانئ المدن اليونانية والرومانية القديمة على البحر الأسود، ومن الشرق إلى آسيا عبر طريق الحرير؛ ومن الغرب إلى عالم البحر المتوسط القديم.

### تجارة الرقيق الإغريق القدامى
في العصور القديمة، كان يُطلق على البحر الأسود اسم البحر البنطي وغالبًا ما كان يُطلق على سكان المنطقة اسم اليونانيون البنطيون. أُقيمت المستعمرات اليونانية على طول البحر الأسود، والتي من خلالها تمت ممارسة تجارة الرقيق بين القبائل الداخلية في شمال البحر الأسود والبحر الأبيض المتوسط. تم بيع الرقيق من قِبَل عائلاتهم أو كأسرى حرب إلى المدن اليونانية، ومن ثم نقلهم إلى الغرب إلى البحر الأبيض المتوسط أو إلى الشرق إلى آسيا على طول طريق الحرير.
في عام 594 قبل الميلاد، حظرت قوانين سولون على مواطني أثينا استعباد المواطنين الأثينيين الآخرين؛ وقد كان اتجاهًا شائعًا في دول المدينة اليونانية لحظر استعباد مواطني مدنهم، ما جعل من الضروري لليونانيين الحفاظ على تجارة الرقيق مع غير المواطنين اليونانيين الذين أطلقوا عليهم اسم «البرابرة» من الأراضي الأجنبية مثل البلقان أو شمال البحر الأسود.
في القرن السادس قبل الميلاد، توسعت مستعمرات المدن اليونانية على الشواطئ الشمالية للبحر الأسود، والتي اتخذت دورًا مهمًا في تجارة الرقيق؛ بل كان من المفترض أن هذه المدن قد تأسست بالفعل بسبب تجارة الرقيق في البحر الأسود. تم توثيق تجارة الرقيق في البحر الأسود اليوناني منذ حوالي القرن السادس قبل الميلاد، بعد اكتشاف نقش من باناجوريا يصف عملية تهريب عبد يدعى فايلز إلى باناجوريا (مضيق كيرتش) من بوريثينس (جزيرة بيريزان على مصب نهري بوك/دنيبر).
وصف المؤلفون اليونانيون الكلاسيكيون الشاطئ الشمالي الغربي للبحر الأسود بشكل خاص بأنه ساحل الرقيق حيث تمثلت الظروف بضمان إحضار مجموعات من الرقيق باستمرار؛ كانت هذه المنطقة حدودية بين التراقيين والسكوثيين، حيث شنّ السكيثيون الرُّحل غارات على الرقيق ضد التراقيين، الذين بدورهم كانوا معروفين ببيع أطفالهم لتجار الرقيق، إلى جانب سكان نهر الدانوب الذين يتاجرون بالرقيق مقابل الملح. سكن المزارعون السكوثيون الهيلينيون الأراضي الريفية حول المدن اليونانية وعملوا كوسطاء لبيع الرقيق، الذين تم أسرهم على يد السكوثيين الرُّحل، لليونانيين في المدن.
في القرن الثالث قبل الميلاد، أشار بوليبيوس إلى أن عدد البشر الذين تم أسرهم وبيعهم كرقيق من شواطئ شمال البحر الأسود كان أكبر من أي مكان آخر في العالم المعروف.

### تجارة الرقيق الرومان
استمرت تجارة الرقيق في البحر الأسود بعد أن أصبحت مدن البحر الأسود اليونانية تابعة للإمبراطورية الرومانية.
من المحتمل أن طريق الحرير القديم الذي يربط بين منطقة البحر الأبيض المتوسط والصين في شرق آسيا قد تم اكتشافه في وقت مبكر من القرن الثالث قبل الميلاد، حيث تم العثور على الحرير الصيني في روما والذي يعود تاريخه إلى حوالي 200 قبل الميلاد. يرتبط طريق الحرير بمنطقة البحر الأبيض المتوسط عبر طريقين. من الصين، يمر طريق الحرير في جبال تيان شان وهامي وتوربان وألماليك وطشقند وسمرقند وأخيرًا بخارى، وهناك ينقسم إلى طريقين رئيسيين: طريق جنوبي من بخارى إلى مرو الشاهجان ومنها إلى أنطاكية أو طربزون أو حلب؛ والطريق الشمالي من بخارى الذي يمر فوق صحراء قره قوم إلى بحر قزوين وأستراخان وقازان بالقرب من البحر الأسود. لم يتم بيع المنسوجات والمجوهرات والمعدن ومستحضرات التجميل على طريق الحرير فحسب، بل الرقيق أيضًا. وبذلك تم ربط تجارة الرقيق على طريق الحرير بتجارة الرقيق في بخارى وكذلك في البحر الأسود.
في القرن الأول، وصف الكاتب الروماني سترابو العاصمة سوخومي، ميناء البحر الأسود الرئيسي في القوقاز، ومدينة تانايس اليونانية، بأنهما الميناءان الرئيسيان لتجارة الرقيق البنطية، حيث تم تصدير الرقيق «البنطيين»، مثل السكوثيين أو البافلاغونيين، الذين باعتهم قبائل العدو كأسرى حرب أو باعتهم عائلاتهم كيافعين، إلى منطقة البحر الأبيض المتوسط وأيضًا في أثينا القديمة.